# Серро-Липес
Серро-Липес (исп. Cerro Lípez, также Cerro Lipez) — стратовулкан в Кордильера-де-Липес в процинции Sud Lípez департамента Потоси в юго-западной Боливии. У вулкана две вершины высотой 5 933 м. На некоторых картах он неправильно обозначен как Nuevo Mundo. Нуево Мундо на самом деле находится на сотни километров к северо-востоку и на 500 метров ниже. Путаница возникла из-за ошибочного определения высоты Нуево Мундо.